# 阿部嘉輔
阿部 嘉輔（あべ かすけ、1890年4月7日 - 1976年1月21日）は、日本の海軍軍人。最終階級は海軍中将。

## 経歴
山口県出身。地主・阿部亀太郎の息子として生れた。豊浦中学校を経て、1911年7月、海軍兵学校（39期）を卒業し、1912年12月、海軍少尉に任官。海軍大学校航海学生として学び、運送船「労山」航海長、「秋津洲」航海長、練習艦隊参謀、「春日」航海長などを経て、1923年10月、海軍大学校（甲種21期）を卒業した。
その後、「長良」航海長を経て、1924年4月、海軍省副官兼海相秘書官となり村上格一及び財部彪大臣に仕えた。さらに、フランス駐在、「迅鯨」副長、軍令部出仕、海大教官、「那珂」艦長、内閣調査局調査官、海軍省臨時調査課長、「山城」艦長などを経て、1938年11月、海軍少将に進級。企画院第2部長、軍令部出仕、海大教頭などを歴任。
太平洋戦争を第7根拠地隊司令官として迎え、父島の守備に当たった。海軍航海学校長を経て、1942年11月、海軍中将となった。さらに水路部長を勤め、1945年5月、予備役に編入された。
1947年11月、公職追放の仮指定を受けた。

## 栄典
位階
- 1932年（昭和7年）12月28日 - 従五位[2]

勲章等
- 1940年（昭和15年）8月15日 - 紀元二千六百年祝典記念章[3]